# Singularity (piosenka)
„Singularity” – piosenka południowokoreańskiego zespołu BTS, wykonana jako solówka przez V. Została wydana cyfrowo jako piosenka wprowadzająca na płycie Love Yourself: Tear, a także Love Yourself: Answer (24 sierpnia 2018 roku).

## Tło, wydanie i promocja
Teledysk do piosenki „Singularity” został wydany jako zwiastun comebacku, zapowiadający płytę Love Yourself: Tear. Osiągnął ponad dziesięć milionów wyświetleń w serwisie YouTube w mniej niż piętnaście godzin. Po wydaniu utworu wyszukiwanie słowa „Singularity” w serwisie dictionary.com wzrosło o 7558%.
Piosenka była promowana na 2018 KBS Song Festival, 29 grudnia 2018 roku.

## Teledysk
Goldbin i Soohyoun Nam, pisząc dla Mnews, opisali scenę przedstawioną w teledysku jako zamkniętą przestrzeń, w której V porusza się między światłem a cieniem, a później także ciemnym pokojem wypełnionym kwiatami. Według nich część układu choreograficznego, wykonana z białymi maskami, symbolizuje ukrycie swojego prawdziwego ja, w celu osiągnięcia miłości, a obraz pokruszonego lodu wskazuje, że uświadomił sobie, że działając w ten sposób nie jest autentyczny. Tamar Herman z Billboardu zwróciła uwagę na to, że wydawał się odgrywać grecki mit o Narcyzie, którego miłość do własnego wyglądu spowodowała jego śmierć.
Teledysk został wyreżyserowany przez Choi Yong-seoka, a asystentem reżysera byli Lee Won-ju, Jeong Min-je i Park Hye-jeong z Lumpens. Choreografię stworzył Keone Madrid, który pracował z zespołem wcześniej przy poprzednich układach tanecznych m.in. do „Dope”, „Fire”, „Not Today” i „Blood Sweat & Tears”. Innym kluczowym personelem był reżyser obrazu Nam Hyun-woo z GDW, oświetleniowiec Song Hyun-suk z Real Lighting, montażystka Park Hye-jeong oraz dyrektorzy artystyczni Park Jin-sil i Kim Bon-a z MU:E.

## Odbiór
Piosenka została dobrze przyjęta, Alexis Pedridis z The Guardian stwierdził, że ma ona szczególnie zapadającą w pamięć melodię, z dźwiękiem gdzieś między soulem z lat 70. a późniejszym wolniejszym R&B. Pitchfork nazwał „Singularity” tezą albumu.
W Stanach Zjednoczonych piosenka sprzedała się w liczbie 10 tys. kopii cyfrowych w pierwszym tygodniu premiery, zajmując 13. pozycję na liście najlepiej sprzedających się piosenek w kraju.

## Lista utworów
| Utwór | Utwór         | Utwór                | Utwór            | Utwór   |
| Nr    | Tytuł utworu  | Słowa i muzyka       | Produkcja        | Długość |
| ----- | ------------- | -------------------- | ---------------- | ------- |
| 1.    | „Singularity” | Charlie J. Perry, RM | Charlie J. Perry | 3:14    |

## Notowania
| Lista                                   | Najwyższa pozycja |
| --------------------------------------- | ----------------- |
| SNEP (Downloaded Singles)               | 100               |
| Single (track) Top 40 lista             | 23                |
| Billboard Japan Hot 100                 | 34                |
| Korea Południowa (Gaon Digital Chart)   | 54                |
| Korea Południowa (K-pop Hot 100)        | 2                 |
| US Billboard (World Digital Song Sales) | 1                 |